# Pablo Cottenot
| Astéroïde découvert : 1 | Astéroïde découvert : 1 |
| ----------------------- | ----------------------- |
| (181) Eucharis          | 2 février 1878          |

Pablo Cottenot est un astronome français du XIXe siècle.

## Biographie
Pablo Cottenot travailla à l'observatoire de Marseille, mais selon Édouard Stephan, la carrière de Cottenot en astronomie fut courte, car il était muet.
Il découvrit cependant un astéroïde.